# قائمة كنائس الروم الأرثوذكس في لبنان
تتوزع كنائس الروم الارثوذكس (حوالي 300 كنيسة) في لبنان علي ستة ابرشيات، مطرانية جبيل والبترون وابرشية زحلة وبعلبك وأبرشية طرابلس وأبرشية صور وصيدا وأبرشية عكار ومطرانية بيروت.

## مطرانية جبيل والبترون
أنظر أيضا: مطرانية جبيل والبترون للروم الأرثوذكس
قائمة كنائس مطرانية جبيل والبترون
- كنيسة مار الياس (عرمون)
- كنيسة ميلاد والدة الإله (أرايا)
- كنيسة القديس جورج (أباي)
- كنيسة مار جرجس (عابدية)
- كنيسة مار الياس (اغميد)
- كنيسة مار جرجس (عين عنوب)
- كنيسة مار جرجس (عين دارة)
- كنيسة القديس يوحنا المعمدان (عين الحلزون)
- كنيسة مار جرجس (عين الكابو)
- كنيسة ميلاد كنيسة والدة الإله (عين الجديدة)
- كنيسة العنصرة المقدسة (عين سعادة)
- كنيسة مار تقلا (عين سنديانة)
- كنيسة مار جرجس (عاليه)
- كنيسة بشارة كنيسة والدة الإله (الكنبة)
- كنيسة رئيس الملائكة ميخائيل (انطلياس)
- كنيسة مار جرجس (أرصون)
- كنيسة مار نقولا (بلونة)
- كنيسة القديس يوحنا المعمدان (بوشرية)
- كنيسة القديسة باربرا (باربرا)
- كنيسة رقاد كنيسة والدة الإله (بسكنتا)
- كنيسة مار جرجس (البترون)
- كنيسة مار الياس (بيت مري)
- كنيسة مار الياس (بخاز)
- كنيسة بشارة كنيسة والدة الإله (بيتشاي)
- كنيسة المسيح المخلص (كنيسة التجلي) (بحمدون المحطة)
- كنيسة مار جرجس (قرية بحمدون)
- كنيسة القديس يوسف الدمشقي (بحوارة)
- كنيسة المسيح المخلص (كنيسة التجلي) (بخشتاي)
- كنيسة بشارة كنيسة والدة الإله (برج حمود)
- كنيسة مار جرجس (برمانا)
- كنيسة بشارة كنيسة والدة الإله (برمانا - رومية)
- كنيسة مار جرجس (بسابا)
- كنيسة مار جرجس (بصاليم)
- كنيسة مار الياس (بسرين)
- كنيسة مار الياس (بشامون)
- كنيسة والدة الإله بسوس
- كنيسة مار جرجس (بتعبورة)
- كنيسة والدة الإله (بتالون)
- كنيسة مار الياس (بتاتر)
- كنيسة مار جرجس (بتغرين)
- كنيسة رئيس الملائكة ميخائيل (بتغرين)
- كنيسة مار الياس (بزيزا)
- كنيسة سيدة الدعاء (سيدة النجاة) ((دير القمر)
- كنيسة مار الياس (دير كوبيل)
- كنيسة ميلاد كنيسة والدة الإله (الدكوانة)
- كنيسة التجلي المقدس - (ضهور الشوير)
- كنيسة خط سيدة المعطاء (سيدة الينبوع) (درة)
- كنيسة رقاد كنيسة والدة الإله (دوما)
- كنيسة القديس انطونيوس (فرن الشباك)
- مزار دير نورية (فرن الشباك)
- كنيسة رقاد كنيسة والدة الإله (غرزوز)
- كنيسة مار الياس (الحدث)
- كنيسة رقاد كنيسة والدة الإله (حامات)
- كنيسة مار الياس (حمانا)
- كنيسة بطرس وبولس (الحازمية)
- كنيسة والدة الإله (جل الديب)
- كنيسة مار جرجس (الجديدة)
- كنيسة مار دوميتيوس (جدديل)
- كنيسة بشارة كنيسة والدة الإله (جوار الخنشارة)
- كنيسة رقاد كنيسة والدة الإله (جورة أرصون)
- كنيسة مار فوكاس (كفتون)
- كنيسة بشارة كنيسة والدة الإله (كفرساب)
- كنيسة القديس يوحنا الحبيب (كفرحاتا)
- كنيسة الصعود المقدس (كفرحباب)
- كنيسة مار جرجس (كفرهيلدا)
- كنيسة مار جرجس (كفرمتى)
- كنيسة بطرس وبولس (كفرشيما)
- كنيسة القديس سمعان العمودي (كفر العربي)
- كنيسة رقاد كنيسة والدة الإله (القبة)
- كنيسة مار جرجس (كسيبة)
- كنيسة ميلاد كنيسة والدة الإله (المنصورية)
- كنيسة مار الياس (المنصورية)
- كنيسة مار الياس (المنصورية بحمدون)
- كنيسة بشارة كنيسة والدة الإله (مزرعة عساف)
- كنيسة القديس جورج (مهمارش)
- كنيسة رقاد كنيسة والدة الإله (محيدسة)
- كنيسة مار الياس (مكلس)
- كنيسة سرجيوس وباخوس (منصف)
- كنيسة مار الياس (مطيلب)
- كنيسة القديس جورج (متين)
- كنيسة الصليب المقدس (نبع)
- كنيسة رئيس الملائكة ميخائيل (ناباي)
- كنيسة الظهور المقدس (النقاش)
- كنيسة مار الياس (الرمليه)
- بشارة كنيسة والدة الإله (رأس المتن)
- كنيسة رئيس الملائكة ميخائيل (رأس كيفا)
- كنيسة القديس تيودور قائد الجيش (الريحانة).
- كنيسة بشارة كنيسة والدة الإله (رجمه)
- كنيسة مار الياس (سليمة)
- كنيسة بطرس وبولس (صوفر)
- كنيسة رقاد كنيسة والدة الإله (شيخان)
- كنيسة القديس نقولا (شرين)
- كنيسة مار الياس (شويت)
- كنيسة رقاد كنيسة والدة الإله (الشويفات)
- كنيسة رئيس الملائكة ميخائيل (الشويفات)
- كنيسة مار الياس (سن الفيل)
- كنيسة القديس يوحنا المعمدان (وادي شحرور)
- كنيسة الصليب المقدس (وجيه الحجر)
- كنيسة مار ديمتريوس (ذوق)
- دير رئيس الملائكة ميخائيل - بسكنتا
- دير مار جرجس - دير الحرف
- أديرة عائلة الثالوث المقدس - دوما
- دير سيدة نورية - حماة
- كنيسة القديس دير سمعان - حماة
- كنيسة رقاد دير والدة الإله - حماتورة
- كنيسة رقاد دير والدة الإله - كفتون

## ابرشية زحلة وبعلبك
قائمة كنائس ابرشية زحلة وبعلبك
- كنيسة القديس جاورجيوس – دير الغزال
- كنيسة القديس أندراوس- رياق
- كنيسة رقاد السيدة – قوسايا
- كنيسة القديس جاورجيوس – حوش الأمراء
- كنيسة ميلاد السيدة – قب الياس
- كنيسة القديس نيقولاوس- الميدان
- كنيسة سيدة البشارة- شليفا
- كنيسة رقاد السيدة- حدث بعلبك
- كنيسة القديس جاورجيوس – عيتا الفخار
- كنيسة القديس نيقولاوس- جب جنين
- كنيسة القديس جاورجيوس- مجدل بلهيص
- كنيسة القديس نيقولاوس- مشغرة
- كنيسة سيدة الزلزلة- زحلة
- كنيسة القديس جاورجيوس – القرعون
- كنيسة التجلي- مكسه
- كنيسة رئيس الملائكة ميخائيل- أبلح
- كنيسة السيدة- بيت شاما
- كنيسة القديس أنطونيوس – المعلقة
- القديس جاورجيوس- قاع الريم
- كنيسة الصليب- رعيت
- كنيسة القديس جاورجيوس- كفرزبد
- كنيسة القديس جاورجيوس- بعلبك

كنيسة القديس جاورجيوس- طليا
- كنيسة مار الياس- حوش بردى
- كنيسة النبي إيليا- نيحا
- كنيسة القديس نيقولاوس- تربل
- كنيسة القديس جاورجيوس- جديتا
- كنيسة النبي يوحنا المعمدان- تعلبايا

## ابرشية طرابلس و الكورة و توابعهما
قائمة كنائس ابرشية طرابلس
كنائس قضاء طرابلس:
- كاتدرائية القديس جاورجيوس الزاهرية
- كنيسة القديس نيقولاوس والسيدة العذراء
- كنيسة السيدة (مزار سيدة يونس)

- رعية الميناء الأرثوذكسية

كاتدرائية القديس جاورجيوس رعية الميناء
كنائس قضاء الكورة:
- رعية كوسبا الأرثوذكسية

كنيسة القديسين سرجيوس وباخوس كوسبا
دير القديس ديمتريوس - رعية كوسبا
- رعية كفرعقا

كنيسة القديس جوارجيوس - رعية كفرعقا
كاتدرائية القيامة - رعية كفرعقا
- رعية بصرما

كنيسة القديس جوارجيوس - رعية بصرما
كنيسة القديسين كبريانوس ويوستينا - رعية بصرما
- دير الشفيعة الحارة - بدبا
- كنيسة القديس يعقوب الفارسي المقطع - دده
- كنيسة رئيس الملائكة ميخائيل - دده
- كنيسة القدّيس أنطونيوس - دده
- كنيسة النبي إلياس - دده
- كنيسة القيامة - دده
- مزار النبي إلياس - دده
- دير القديس يوحنا المعمدان - بشمزين
- دير النبي ايليا - كفرقاهل
- دير رقاد السيدة حماطورة
- دير سيدة بكفتين
- دير مار جرجس - الكفر
- دير مار يوحنا - أنفه
- كنيسة النبي إيليا - رعية ضهر العين
- كنيسة القديسة فوتيني السامرية - رعية ضهر العين

كنائس قضاء المنية - الضنية:
- كنيسة الملاك مخائيل - مركبتا
- كنيسة مار إلياس النبي الحي - المنية
- كنيسة القديس نيقولاس العجائبي - حقل العزيمة
- كنيسة القديس جاورجيوس - كفرحبو
- كنيسة السيدة - عاصون
- كنيسة القديس جاورجيوس - الخرنوب
- كنيسة مار الياس - سير الضنية

كما يوجد رعية أرثوذكسية في قضاء زغرتا:
- كنيسة مار الياس - رشعين

## أبرشية صور وصيدا
قائمة كنائس أبرشية صور وصيدا
- كنيسة القدّيس توما صور
- كنيسة القدّيس نيقولاوس صيدا
- مزار القدّيسين بطرس وبولس صيدا
- مزار سيّدة عين الدلب صيدا

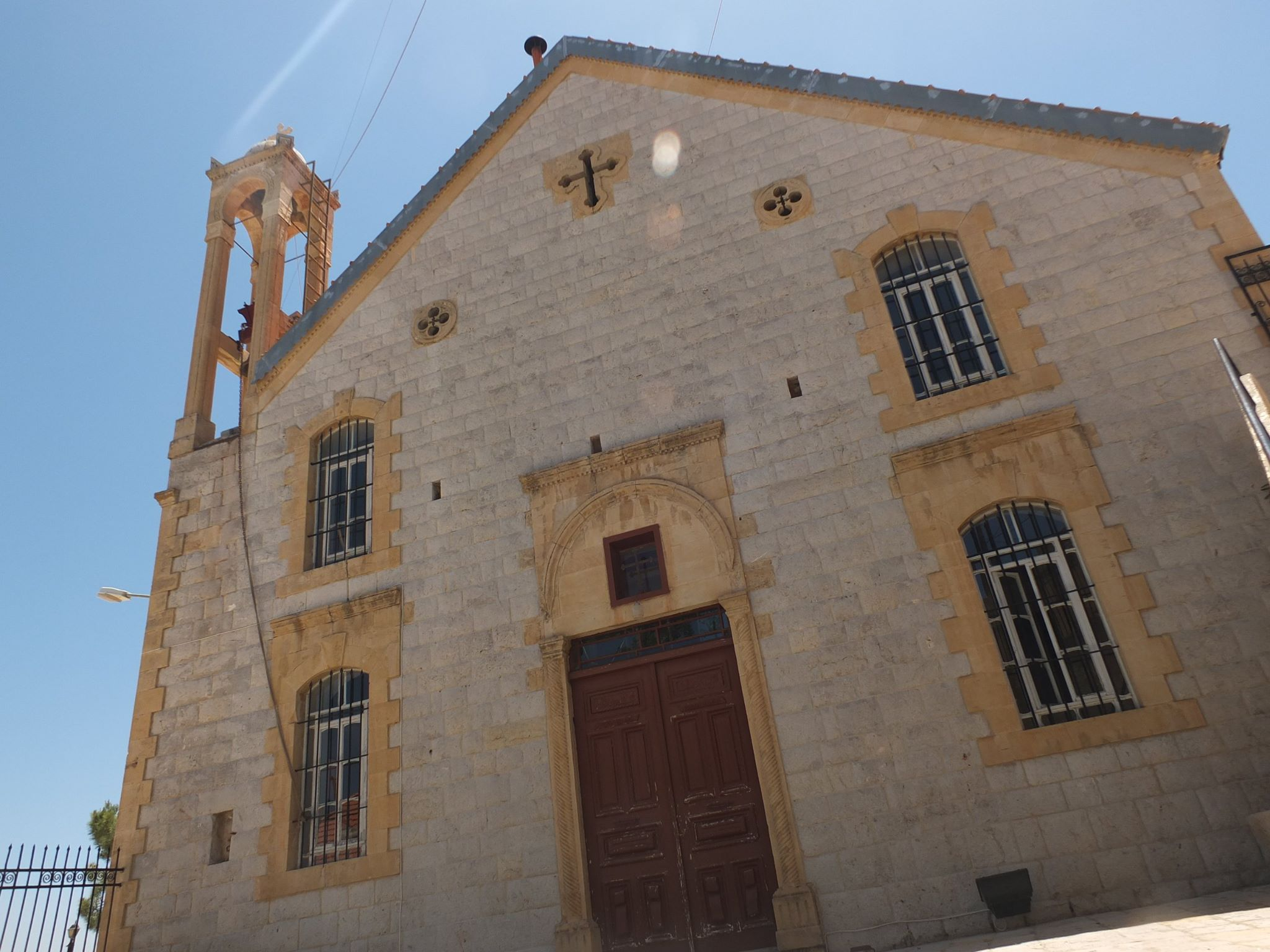
كنيسة القدّيس نيقولاوس راشيّا الوادي

- كنيسة رئيس الملائكة ميخائيل عَيحا
- كنيسة القدّيس جاورجيوس أبو قمحة
- مزار القدّيس جاورجيوس أبو قمحة
- كنيسة القدّيس توما الرسول عين عرب
- كنيسة النبي إلياس عين عطا
- كنيسة رئيس الملائكة ميخائيل عين حرشه
- مزار تجلّي الرب عين حرشه
- كنيسة التجلّي عين حرشه
- كنيسة رئيس الملائكة ميخائيل عين قنيا
- كنيسة النبي إلياس باتر الشوف
- كنيسة النبي إلياس بلاط
- كنيسة القدّيس جاورجيوس برج الملوك
- كنيسة القدّيس جاورجيوس شبعا
- كنيسة القدّيس جاورجيوس ضهر الأحمر
- كنيسة القدّيس ماما دير ميماس
- كنيسة رئيس الملائكة ميخائيل دير ميماس
- كنيسة النبي إلياس البويضة
- كنيسة القدّيس جاورجيوس الماري
- كنيسة القدّيس جاورجيوس الفرديس
- كنيسة السيّدة حاصبيّا
- كنيسة القدّيس جاورجيوس حاصبيّا
- كنيسة القدّيس نيقولاوس حاصبيّا
- مزار السيّدة حاصبيّا
- كنيسة القدّيس جاورجيوس إبل السقي
- كنيسة القدّيس جاورجيوس جديدة مرجعيون
- كنيسة القدّيس نيقولاوس جديدة مرجعيون
- كنيسة النبي إلياس كفرمشكي
- كنيسة القدّيس جاورجيوس كفرقوق
- كنيسة النبي إلياس الخيام
- كنيسة النبي إلياس الخريبة
- كنيسة القدّيس جاورجيوس المحيدثة
- كنيسة القدّيس جاورجيوس نيحا الشوف
- كنيسة القدّيس جاورجيوس راشيّا الفخار
- كنيسة السيّدة راشيّا الوادي
- كنيسة القدّيس نيقولاوس راشيّا الوادي
- مزار القدّيس أنطونيوس راشيّا الوادي

## أبرشية عكار
قائمة كنائس أبرشية عكار
- كنيسة القديس جاورجيوس - رعية كرم عصفور
- كنيسة سيدة الخلاص - العوينات
- كنيسة القديس ديمتريوس المفيض الطيب - هيتلا عكار
- كنيسة النبي إلياس    الشيخطابا
- كنيسة القدّيس أبيفانوس    الشيخطابا
- كنيسة رقاد السيّدة الجديدة    عدبل
- كنيسة رقاد السيّدة    عدبل
- دير القدِّيس جاورجيوس    عيدمون
- كنيسة القدّيس جاورجيوس    عيدمون
- مزار النبي يوحنّا    عيدمون
- كنيسة القدّيس جاورجيوس - المدفن    عين يعقوب
- كنيسة رقاد السيّدة    العوينات
- مزار السيّدة    العوينات
- كنيسة القدّيس ثيودوروس    بينو
- كنيسة القدّيسين سركيس وباخوس    بينو
- كنيسة السيّدة    بينو
- كنيسة القدّيس جاورجيوس    بزبينا
- كنيسة القدّيس ضومط    بزبينا
- كنيسة رقاد السيّدة    شدرا
- كنيسة النبي إلياس    شدرا
- كنيسة القدّيسة تقلا    شدرا
- مزار سيّدة الفتوح    شدرا
- مزار القدّيس يعقوب    شدرا
- كنيسة رقاد السيّدة    شربيلا
- كنيسة سيّدة صيدنايا    شربيلا
- كنيسة النبي إلياس الجديدة    شربيلا
- كنيسة النبي إلياس    شربيلا
- مزار النبي إلياس    شربيلا
- كنيسة المخلـّص    شربيلا
- كنيسة القدّيس جاورجيوس    الشيخ محمد
- كنيسة القدّيس جاورجيوس - المدفن    الشيخ محمد
- كنيسة النبي إلياس    الشيخلار
- كنيسة النبي إلياس    الدبابيّة
- كنيسة رئيس الملائكة ميخائيل    ضهر الليسينة
- كنيسة القدّيس جاورجيوس    دير دلوم
- كنيسة سيّدة البشارة    العبدة
- كنيسة رقاد السيّدة    الدورة
- كنيسة القدّيس نيقولاوس    الحميرة
- مزار النبي يوحنّا    الحميرة
- كنيسة القدّيس جاورجيوس    الحميرة
- كنيسة القدّيس جاورجيوس    الجديدة
- كنيسة النبي يوحنّا المعمدان    الجديدة
- مزار النبي يوحنّا المعمدان    الجديدة
- كنيسة القدّيسين بطرس وبولس    الزواريب
- كنيسة القدّيس جاورجيوس    هيتلا
- كنيسة القدّيس سابا    الحاكور
- كنيسة القدّيس باسيليوس الكبير    حلبا
- كنيسة النبي يوحنّا المعمدان    حكر الشيخطابا
- مزار النبي يوحنّا المعمدان    حكر الشيخطابا
- كنيسة رقاد السيّدة    جبرايل
- كنيسة النبي إلياس    جبرايل
- كنيسة القدّيس جاورجيوس    كرم عصفور
- كنيسة رقاد السيّدة    كفر حرة
- كنيسة القدّيس ضومط    كفرنون
- كنيسة رقاد السيّدة    منيارة
- كنيسة تجلـّي الرب    منيارة
- كنيسة سيّدة عرقا    منيارة
- كنيسة رقاد السيّدة    النهريّة
- مزار القدّيس سمعان    النهريّة
- مزار تجلي الرب    النهريّة
- كنيسة القدّيسة بربارة    قبولا
- كنيسة القدّيس جاورجيوس    رحبة
- كنيسة القدّيسين سركيس وباخوس    رحبة
- كنيسة السيّدة الصغيرة    رحبة
- كنيسة السيّدة الصغيرة الجديدة    رحبة
- مزار سيّدة الحارة    رحبة
- كنيسة رقاد السيّدة    رماح
- كنيسة ميلاد السيّدة    تلّ عبّاس
- كنيسة القدّيس جاورجيوس    تلّ عبّاس
- كنيسة النبي يوحنّا - المدفن    تكريت
- كنيسة رقاد السيّدة الجديدة    التليل
- كنيسة رقاد السيّدة    التليل

## مطرانية بيروت
أنظر أيضا: مطرانية الروم الأرثوذكس في بيروت
قائمة كنائس مطرانية بيروت
- كاتدرائية القديس جاورجيوس
- كنيسة القديس نيقولاوس- الاشرفية

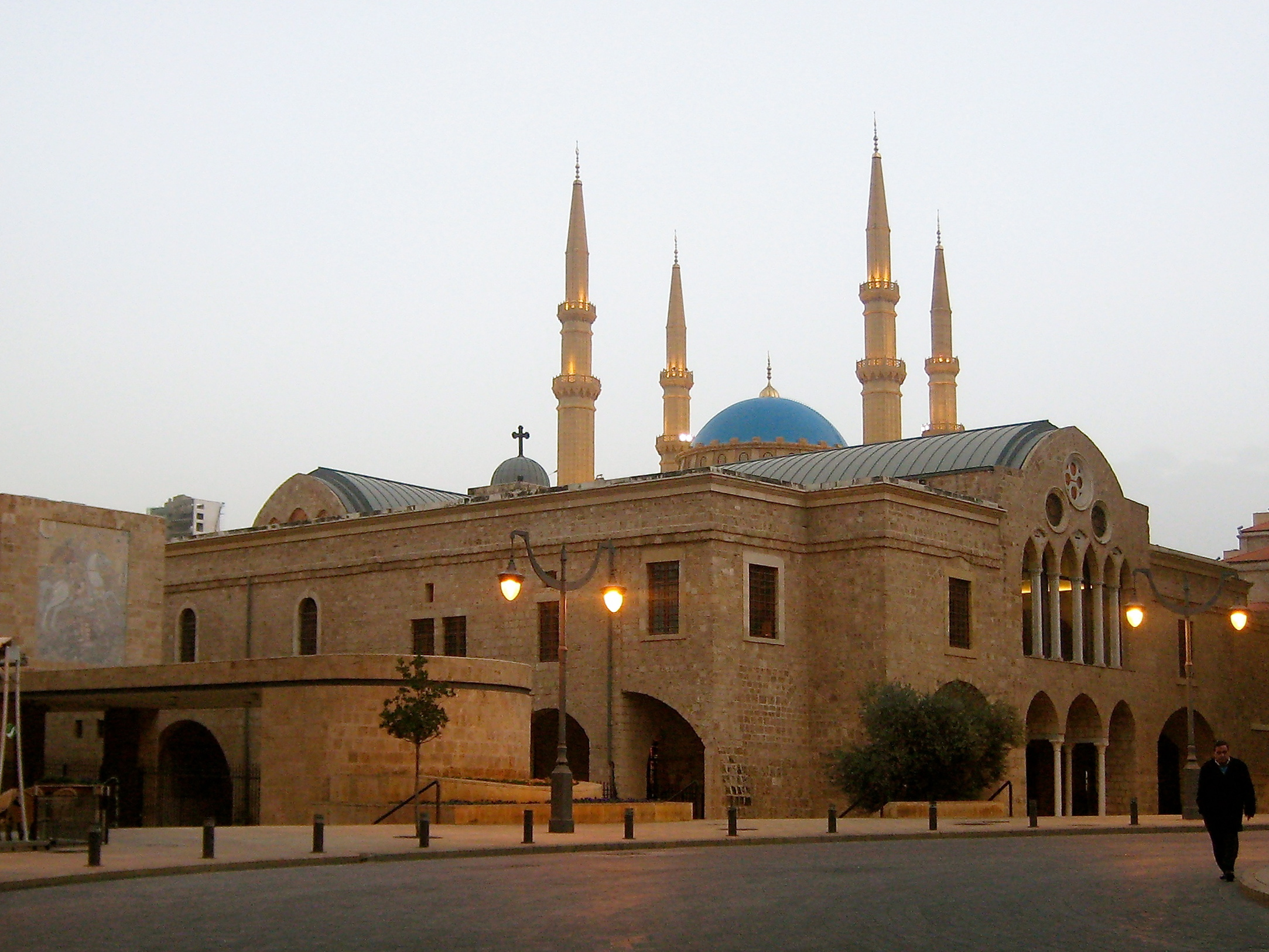
كاتدرائية القديس جاورجيوس - بيروت

- كنيسة دير القديس جاورجيوس -سوق الغرب
- كنيسة دير دخول السيدة-الاشرفية
- كنيسة القديس جاورجيوس-بيت القديس جاورجيوس
- كنيسة بشارة السيدة - الاشرفية
- كنيسة القديس ديميتريوس
- كنيسة نياح السيدة-رأس بيروت
- كنيسة رئيسي الملائكة ميخائيل وجبرائيل - المزرعة
- كنيسة القديسة كاترينا - دير زهرة الإحسان، الاشرفية
- كنيسة مار الياس بطينا
- كنيسة النبي الياس-المصيطبة